# 无线电台呼号
在廣播與無線電通訊，一个无线电台呼号唯一标识了一个无线电台。在一些國家，無線電台呼號可用作廣播電台或電視台的名稱，而在其他的國家則不是。電台呼號可以由政府機關正式指派，由個人或團體非正式地使用，或者以密碼去隱藏其名稱。

## 國際編號
國際性的呼號是正式和半永久性的，由國家電訊管理組織發出。這些呼號是用於业余无线电、廣播、商業、海洋的，或有時候用在軍事無線電，在一些國家這還包括電視台廣播。
呼号前缀位于呼号的最前面，由3个英文字母或者数字之组合而成。呼号前缀由国际电信联盟排定的《国际呼号系列划分表》划分给各个國家的无线电台使用。
ITU划分给各地的呼号前缀包括：
- 美國：W，K，N，AA-AL。
- 英國：G，M，VS，ZB-ZJ，ZN-ZO，ZQ，2。
- 加拿大：CF-CK, CY-CZ, VA-VG, VO, VX-VY, XJ-XO。
- 日本：JA-JS，7J-7N，8J-8N。
- 韓國：HL-HM，6K-6N，D7-D9，DS-DT。
- 中國大陆：B，XS，3H-3U。
- 香港：VR。
- 澳門：XX。
- 台灣：BM-BQ，BU-BX。
- 洪都拉斯：HQ-HR。
- 印度：AT-AW， VT-VW，8T-8Y。
- 澳大利亚：AX，VH-VN，VZ。
- 巴西：PP-PY，ZV-ZZ。
- 俄羅斯：R，UA-UI。

由於以上的是在二十世紀初編排，所以前綴許多時顯示著已不再存在的政治架構。例如，V系是留給大英帝國使用，其分系則分發於各屬地和領土。這些地區現今的國家都沿用以前的前綴，有時候也會有添加的號（例如香港）。相似的，蘇聯擁有整個U系；當蘇聯解體後，許多的前蘇維埃共和國都獲分派U系的前綴。

## 航空
航空業的呼號按不同的政策產生，在乎於飛行的性質或使用者是航機還是地面中心。在大部份國家，非定期的通用航空航班會用航機的註冊號碼為自己的呼號，在美國這號碼也被稱為N-碼或機尾碼。在唸讀呼號時，用北約音標字母系統。航機註冊號碼由國家的前綴（例如美國是N），加上一組唯一的數目或英文字。例如，航機註冊號碼為N9876Q的飛機在進行普通飛行時，飛機的呼號便是november niner eight seven six quebec.
在大部份國家，航機的呼號、尾號或登證識別是根據国际呼号系列划分表 （页面存档备份，存于），加上字母，而去組成一個的五個字元的碼。例如，英國民航機的呼號都是以G為首。加拿大的則以C-F或C-G為首，如C-FABC。在加國，地上用的發訊車輛（汽墊船）可獲派G-Hxxx，超輕的航機的則用G-Ixxx呼號。在以前，美國也用五個英文字母的呼號，如KH-ABC，但在第二次世界大戰前則改用現今的編碼法。
當航班跟地面的航空交通控制中心作好了聯絡之後，其呼號可以被簡略。例如，一架加拿大的民航機先用G-CRTY作其呼號，在簡略時可被稱為RTY；而同樣的一架美國民航機可能被稱為“876Q”或“76Q”。有時候，航機的製造商或型號也可以用在全呼號或簡略呼號之前。使用簡略呼號的危險之處是當有許多架類似呼號的航機在相鄰，所以簡號都會是在無誤會的時候才會被應用，為了避免類似誤會，美國總統行政專機早已改用空軍一號Air Force One的呼號。
美國不按照五個字母的慣用法，而是以N為首，接上最多五個數目或英文字，用以下的系統：一至五個數目字（N12345），一至四個數目字加上一個英文字（N1234Z），一至三個數目字加上兩個英文字（N123AZ）。數目字的一部份不會以零為首，而為了避免跟數目字一和零（1/0）有混淆，字母I（India）和O（Oscar）是不用的。
商用民航機，包括航空公司、貨運機、和空中計程車，通常都使用跟国际民航组织或美國聯邦民航局為公司註冊的呼號，加上航班的編號。如，英航75號班機的呼號便是Speedbird seve-five，因為Speedbird是英航的註冊呼號。在美國的空中計程車營運商有時候沒有註冊呼號，那時候呼號的前綴便是T，接上航機的登記號碼。如N9876Q的呼號便是tango november niner eight seven six quebec。
為了跟所有的操控員和地面控制員表達航班安全的訊息，呼號有時也會作出修改。呼號會加上heavy去代表重型機，如：United Two-Five Heavy（聯合25重型）；空中救護車的呼號前會加上Lifeguard，如：Lifeguard three three alpha.
滑翔機的機師通常會在呼號加上比賽號碼。
軍用機也會用上同的呼號，有如民航機。例如：Navy Gold Alpha Kilo Two One.
地面中心通常會用其名字和作用去識辨。例如：西雅圖機場的控制塔會用Seattle Tower，而波士頓的空域控制中心會用Boston Center。

## 船隻

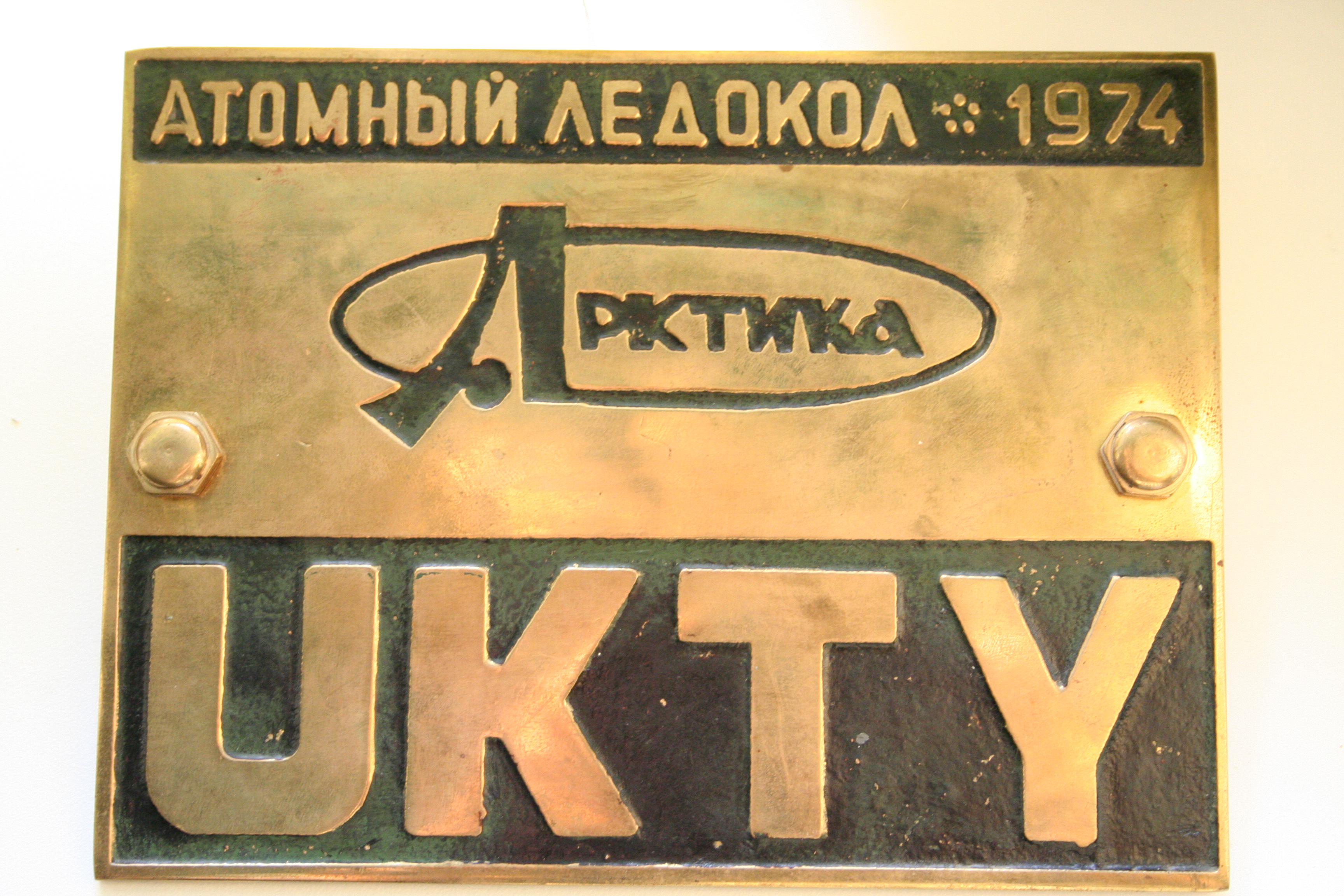
俄羅斯核動力破冰船阿克提卡號（Arktika）的呼號為UKTY

商用船隻的呼號是由其國家發照組織所指派.以利比利亞或巴拿馬註冊的船隻會用國家前綴加上三個字母，如3LXYZ。美國的民用船隻以字母W為首。起初，美國的船隻和廣播站都是以這一系以三或四個字母為身的呼碼，但現在揚掛著美國國旗的船隻獲得包含數字和字母的呼號。
備有VHF電訊的悠閒船隻不可以被獲派呼號，而要用船隻的名稱。

## 業餘電台
業餘電台的呼號在國際編碼系中通常是一至兩個字的前綴，加上一個數目字，多為單位數字（有時跟國家的區域有關連），再接上一、二、或三個字母的字尾。有些國家的前綴，如吉布地的J2，因為有字母和數目字，所以假設呼號J29DBA中的J2是前綴，9是號碼，而DBA則是字尾。有時國家的前綴以数字為首，如牙買加的6Y。
有些地區的呼號是按照區域分配的。如意大利的IK1TZO呼號，IK是前綴，數目字碼1為比特蒙（Piedmonte）的阿奧斯特山谷（Valle d'Aosta）和利古利亞（Liguria）區，而TZO則為字尾。另外的一個例子為WB3EBO。WB是首前綴，數目字3通常是指在特拉華、馬里蘭、賓夕凡尼亞州和哥倫比亞行政區的电台，而字尾是EBO。有關美國的區域編號，請參閱ARRL圖 （页面存档备份，存于）。中国也按照区域分配呼号，可参见此图

## 廣播呼號

### 北美洲
在北美洲的廣播站多數以國際編碼為稱號，每個國家都有通用的慣例。加拿大的以C字為首，除了在聖約翰斯的四個以VO為首的廣播站。墨西哥的中波電台用XE為首，其他的則用XH。在美國，以K為首的是在密西西比河以西的廣播台，在河以東的則以W為首，除外的是費城的KYW和達拉斯的WFAA；通常的例外情況都是發生在密西西比河兩岸的州。
政府開辦的國際廣播，如加拿大國際廣播電台或美國之音，不被獲分派呼號。私人營辦的，如WWCR和CFRX則擁有呼號。

### 澳大利亚
在澳大利亚，廣播呼號以單數目字為首，代表省或地區，接著的是兩個字母（中波電台）或三個字母（短波電台）。有些中波電台在轉為短波台時沿用以往的呼號，只是多加了一個字母在後面。澳大利亚的廣播站原先用VL縔作為前綴，但因為澳大利亚沒有鄰國，所以這個用法很快便停用，但在國際編碼時是可以意味到的（在大都會以外，一些澳大利亞廣播公司的短波電台用五個字母的呼號，如xABCFM是古典樂曲台（ABC Classic FM），xABCRN是國家台（Radio National），和xABCRR是本地台（Local Radio）--x是指州碼）。
電視台的呼碼的首兩個字多是指電視台的名稱，其後的一個字是指州名。例如紐卡素電視台（NBN）的呼號是NBN，NB代表Newcastle Broadcasting，結尾的N是New South Wales（新南威爾斯州）。例外的如下：
- 澳大利亞廣播公司（ABC）在州都以外的時候加上第四個字母（有時亦會加第五個字母）於AB和州之間，用來指出廣播的地方。如紐卡素的電視台是ABHN，AB代表ABC，H是Hunter Valley，N是New South Wales。州都跟隨商業電視台的方法，以AB為首，加上州碼，如ABN便是悉尼的ABC分台。
- 特別廣播系統（SBS）的電視台全用SBS為呼碼，各州均一樣。SBS短波電台用五字母的呼號，xSBSFM。悉尼和墨爾砵的中波台用xEA，是澳大利亚民族（Ethnic Australia）之簡略。
- 商營台Imparja Television使用IMP，雖然他們是從北領地的艾麗斯斯普林斯作廣播。

澳洲電台所用的號碼：
- 電台
  - 1 - 首都區
  - 2 - 新南威爾士州、首都區和一些外區
  - 3 - 維多利亞州
  - 4 - 昆士蘭州
  - 5 - 南澳大利亞州
  - 6 - 西澳大利亞州
  - 7 - 塔斯馬尼亞州
  - 8 - 北領地

- 電視台
  - C - 坎培拉和首都區
  - D - 達爾文和北領地
  - N - 新南威爾士州
  - Q - 昆士蘭州
  - S - 南澳大利亞州
  - V - 維多利亞州
  - T - 塔斯馬尼亞州
  - W - 西澳大利亞州

### 日本
日本的无线电广播呼号通常为“JO+两位字符+附加标记（中波电台除外）”，附加标记为该台的播放形式，一般在編配後就鮮有改變（除CBC電視台在2013年因公司架構改變而更改呼號，屬於比較罕見的例子）。而在“JO+两位字符+附加标记”呼號中，第二位字符是按照廣播機構首次開播年份及廣播性質而編配（例如日本電視台是在1953年8月開播，並僅經營電視廣播，故此其「JOAX」呼號第二位字符為代表1953-1959年、只用一種方式開播的私營機構的「X」；而日本放送協會及放送大學（2018年10月30日停止地面廣播）專用的公營廣播呼號的第二位字符有B、C、D、G、K、P、Q、Z八個）。
| 媒体         | 广播种类                     | 呼号                     |
| ------------ | ---------------------------- | ------------------------ |
| 声音         | 中波广播                     | "JO**"                   |
| 声音         | 调频广播                     | "JO**-FM"                |
| 声音         | 调频字幕广播                 | "JO**-FCM"               |
| 模拟电视广播 | 地面模拟电视广播             | "JO**-TV"（已不再使用）  |
| 模拟电视广播 | 多重声音广播（類似麗音技術） | "JO**-TAM"（已不再使用） |
| 模拟电视广播 | 字幕广播                     | "JO**-TCM"（已不再使用） |
| 模拟电视广播 | 数据广播                     | "JO**-TDM"（已不再使用） |
| 数字电视广播 | 地面数字电视广播             | "JO**-DTV"               |

例如，NHK东京广播第1频率（中波放送）呼号为“JOAK”，NHK-FM在东京都呼号为“JOAK-FM”，NHK东京综合频道（模拟电视）呼号为“JOAK-TV”，NHK东京数字综合频道呼号为“JOAK-DTV”。另外由于日本已经於2012年3月31日起全面停止模拟电视广播，“JO**-TV”、"JO**-TAM"、"JO**-TCM"及"JO**-TDM"系列呼号事实上已经被弃用。
部分短波广播的呼号为“JO+一个字母+数字（最多两位，也可以没有）”，如日经广播电台使用“JOZ”及“JOZ2 - JOZ7”的呼号。

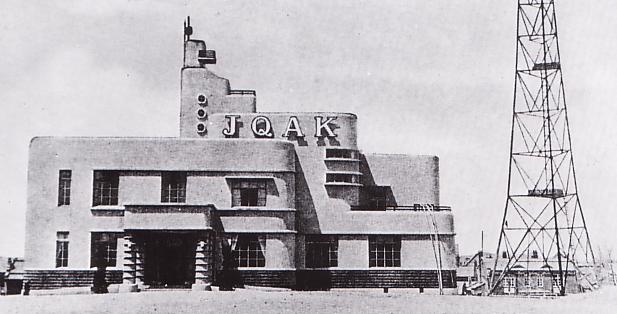
原满洲电电大连放送局（JQAK），战后大连广播电台成立后呼号改为XGTR

1945年之前日本外地、殖民地及托管地广播电台的呼号与日本本土不同。丰原放送局呼号JDAK，帕劳放送局为JRAK。殖民地方面，朝鲜放送协会普遍使用“JB**”作为呼号（京城中央放送局使用“JODK”），台湾放送协会使用“JF**”，满洲电电普遍使用“MT**”（大连放送局和安东放送局使用“JQ**”）。日本战败投降后已全部弃用。
另外，琉球群岛的广播电台和电视台在美国占领期间曾使用美国西部地区“K”开头的呼号，如琉球放送曾使用“KSAR”的呼号。1972年美国将冲绳返还日本之后，改为与日本本土相同的“JO”开头的呼号。在日本的美军电台曾使用美国东海岸“W”开头的呼号，现已全部取消。

### 中國（大中華地區）
中国的广播电台曾经在一段时期内使用过呼号。历史上，中国的电台呼号以字母X开头，如中央广播电台曾使用XGOA作为呼号，延安新华广播电台使用XNCR作为呼号；历史上部分地区使用过其他的呼号，如日本傀儡政权满洲国控制下的中国东北地区大多使用“MT”开头的呼号，部分日本殖民地使用日本呼号。
1949年1月，新华社下令各地新华广播电台停用字母呼号；港澳台的广播电台也在相近時間取消了字母呼号（例如香港政府廣播電台在1948年改稱香港廣播電台的同時，亦取消呼號ZBW及ZEK）。时至今日，除少数特殊业务台外（如广州海岸电台呼号“XSQ”），大中华地区的广播电台和电视台已几乎不再使用字母呼号，所谓“呼号”基本等同于广播电台频率和电视台频道名称。

## 延伸閱讀
- United States Federal Aviation Administration, Aeronautical Information Manual, Official Guide to Basic Flight Information and ATC Procedures, 2004.  Chapter 4, Section 2

## 外部連結
- United States Call Sign Policies （页面存档备份，存于）
- United States "FCC" call sign search
- FCC amateur radio operator search （页面存档备份，存于）
- Amateur Call Prefixes
- Internet Radio uniform call sign program （页面存档备份，存于）
- Military Call Signs
- More Military Call Signs （页面存档备份，存于）
- Fictional Story About Military Call Signs （页面存档备份，存于）
- Radio-Locator （页面存档备份，存于） a search engine of all of the radio stations in the world with websites, searchable by location, frequency, and call sign
- Broadcasting undertaking callsigns possibly available for assignment （页面存档备份，存于） - Industry Canada